# Супи
Супи (пол. Supy) — село в Польщі, у гміні Пшитули Ломжинського повіту Підляського воєводства.
Населення — 111 осіб (2011).
У 1975-1998 роках село належало до Ломжинського воєводства.

## Демографія
Демографічна структура станом на 31 березня 2011 року:
|          | Загалом | Допрацездатний вік | Працездатний вік | Постпрацездатний вік |
| -------- | ------- | ------------------ | ---------------- | -------------------- |
| Чоловіки | 59      | 13                 | 39               | 7                    |
| Жінки    | 52      | 9                  | 31               | 12                   |
| Разом    | 111     | 22                 | 70               | 19                   |